# Сврабеж
Сврабеж, сврбеж, (лат. pruritus), је субјективна патолошка појава на кожи и слузокожи која прати неке кожне и друге болести, а манифестује се непријатним сензацијама које изазивају жељу (рефлекс), за чешање или гребање. Сврабеж не треба мешати са другим субјективним осећајима као што су гмизање, парестезија, пецкање и бол. Сврабеж у устима је изузетно редак и тада је обично локализован на тврдом непцу, а провоцира га додир језика., 

## Етиологија
Сврабеж је симптом који нас упозорава да је тело дошло у додир са штетном материјом. На завршецима нервних влакана налазе се ситна телашца која могу примати поруке и слати их у мозак. Нека од њих осетљивија су на топлоту, светлост, притисак и бол. Када се стимулишу „телашца за бол“ осећамо сврабеж.
Хемијски гледано, када почешемо место које нас сврби наши мастоцити (тип белих крвних ћелија које су укључене у алергијске реакције) ослобађају хистамин. Хистамин се веже за рецепторе на присутним нервним завршецима и осећамо сврабеж. Људи који болују од алергија, производе вишак хистамина због присуства одређених материја у организму која другу особу можда уопште не би надражила.

## Патофизиологија
Патофизиолошки на основу механизма настанка, разликујемо следеће облике сврабежа;
Кожни или неуропатски или сврабеж настао у периферном нервном систему,
Кожни или неуропатски, сврабеж потиче из коже и периферни је или пруритоцептивни облик сврабежа, а може бити изазван разним узрочницима који могу бити механички, хемијски, топлотни и електрични. За његов настанак одговорни су аферентни примарни неурони који изазивају хистамином индукован сврабеж у миелинским омотачима ц-влакана. Највећи део рецептора ц-влакана налази се на њиховом врху између два слоја коже, епидерма и дерма (прелазни слој коже).
Неуропатски, неурогени или психогени сврабеж или сврабеж настао у централном нервном систему
Неуропатски сврабеж може да потиче из било које тачке дуж аферентног пута, као резултат оштећења нервног система. Може бити изазван болестима или поремећајем функција централног нервног или периферног нервног система.
- Примери неуропатски сврабеж може бити изаван, парестезијом живаца, брахиорадиалним сврабежом, туморима мозга, мултиплом склерозом, периферном неуропатијом и надражајем живаца.[4]
- Психогени сврабеж је такође повезана са неке симптоме психијатријских поремећаја као што су тактилне халуцинације, паразиталне илузије или опсесивно-компулзивни поремећаји (повезани са неуротичним чешањем- гребањем)..[3]

## Клиничка слика
Сврабеж је непријатан осећај који најчешће изазива чешање или гребање. Рефлекс чешења који изазива сврабеж, је врло моћан и узрокују га рефлекс кичмене мождине који лоцира место сврабежа и руку усмерава према њему. Чешање олакшава сврабеж уклањањем надражаја или чешњем се изазива довољно снажан бол, којим потискујемо сигнал сврабежа у кичменој мождини.
Након интензивног или неконтролисаног чешања могу настати последице у виду огреботина (лат. exscoriatio), које се накнадно могу загадити. Појава секундарног запаљења изазваног инфекцијом огреботина, још више појачава сврабеж а тиме и чешање. На тај начин настаје „зачаран круг“ који се често тешко може прекинути.

### Сврабеж коже
Сврабеж коже, (лат. pruritus dermogenes) најчешће прати неке кожне болести (дерматозе) и може се разврстати;
Према локализацији
- локализован
- генерализован

Према трајању
- трајан,
- повремен,
- равномеран,
- у нападима (пр. код шуге када се јавља само ноћу)

Према интензитету субјективног осећаја
- незнатан,
- нешподношљив

Према узроку настанка
- непознатог узрока (лат. pruritus sine materia),
- познатог узрока (ако прати одређене интернистичке и кожне болести) (јез-лат pruritus symptomaticus) и често је први знак тих болести.
- психогени сврабеж; најчешће је измешан са парестезијом, печењем, и може пратити неке болести нервног система.

### Сврабеж гениталија
- Сврабеж гениталија (лат. pruritus genitalis), најчешће се јавља код жена а узрокују га;
- разни запаљењски процеси гениталија,
- хормонални поремећаји или болести метаболизма (најчешће шећерна болест).
- климактеријуму.
- као последица употребе лекова,
- неадекватна примена локалних контрацептива,
- неправилно одржавање хигијене гениталија,
- психогени поремећаји.

### Перианални сврабеж
Перианални сврабеж (лат. pruritus perianalis), јавља се у пределу чмара и најчешће је узрокован;
- цревним паразитима,
- састојцима хране
- неправилном али и претераном хигијеном чмара,
- болестима чмара и завршног црева (хемороиди, тумори, запаљењски процеси …)
- сексуалним изопаченостима.

### Хематолошки сврабеж
Гвожђе је критични фактор у многим ензимским реакцијама. Иако се показало да недостатак гвожђа није узрок сврбежа, он може допринети његовој појави кроз различите метаболичке путеве. 
Пацијенти без пруритуса и гвожђа не морају бити анемични; ово запажање сугерише да сврабеж може бити повезан са гвожђем, а не са хемоглобином.
Пацијенти са полицитемијом вера имају повећан број базофила и мастоцита у кожи, који су повезани са сврабом. Свраб се обично јавља током хлађења након врућег туша. 
За простагландине мастоцита и повећану дегранулацију тромбоцита, који доводе до ослобађања серотонина и простаноида, сматра се да су важни медијатори сврбежа, заједно са недостатком гвожђа, што може бити фактор који доприноси његовој појави. 
Чињеница да аспирин и пароксетин ублажавају овај облик пруритуса сугеришу да серотонин из тромбоцита може играти важну улогу. Међутим, једна студија је показала да је концентрација тромбоцитног серотонина иста код полицитемских пацијената са и без сврбежа.

### Бубрежни илу уремични сврабеж
Бубрежни илу уремични сврабеж се може јавити код пацијената са хроничном бубрежном инсуфицијенцијом  и то најчешће код оних који су на хемодијализи.
Иако је синоним за бубрећни сврабеж уремички пруритус; међутим, утврђено је да уремични сврабеж није резултат повишеног нивоа урее у серуму, јер стварна пруритогена супстанца још није идентификована. На то указује и чињеница да је сврабеж је понекад одсутан код особа са акутном бубрежном инсуфицијенцијом; због тога што у његову појаву нису укључени серумски медијатори осим урее и креатинина.

### Ендокрини сврабеж
- Хипертиреоидизам је повезан са сврабежом. Вишак тироидног хормона може активирати кинине због повећаног метаболизма у ткивима или може смањити праг свраба као резултат топлоте и вазодилатације.
- Хипотиреоидизам такође узрокује сврабеж који је вероватно секундаран и изазван је ксерозом.
- Шећерна болест је још један могући узрок сврабежа, али узрок и последица остају недоказане. Мада се зна да метаболичке абнормалности, аутономна дисфункција, анхидроза и дијабетесна неуропатија могу допринети појави сврабежа.

### Сврабеж код малигних стања
Бројне студије повезују сврабеж са скоро сваком врстом малигнитета. Као могући узрок сврабеж наводи се ослобађање токсина и улога имуног система повезаног са малигнитетом.
- Хронични сврабеж без пратећих кожних промена је фактор ризика за недијагностикованост хематолошких и билијарних малигнитета, али не и других малигнитета.[7]
- Код пацијената са Хочкиновом болешћу, леукопептидаза и брадикинин су најчешћи пруритогени медијатори који се ослобађају као аутоимуни одговор на малигне лимфоидне ћелије.
- Карциноидни синдром може бити повезан са сврабежом изазваним серотонином.
- Т-ћелијски лимфом може изазвати тврдокорни сврабеж јер продукује цитокински интерлеукин 31, као медијатор сврбежа.[8]

## Терапија
Лечење сврабежа може бити етиолошко и симптоматско.

### Етиолошка терапија
Лечење сврабеша првенствено мора да буде етиолошко, усмерено према узрочнику који га је изазива.

### Симптоматска терапија
Симптоматска терапија према начину примене лекова може бити локална и општа:
Локална симптоматска терапија
Симптоматско лечење се првенствено примењује код локализованог пруритуса применом локалне терапије;
- 0,5% алкохолног раствора ментола, или раствори камфора, метвице итд.[10]
- разним кремама за хлађење са додацима Кортикостероида или без њих
- примена хладних облога или туиширање хладном водом.

Општа симптоматска терапија
Код општег симптоматског лечења генерализованог сврабежа користе се:
- неуролептици
- седативи
- антихистаминици (антиалергици).
- фототерапија, помаже код јако израженог сврабежа, нарочито ако је изазвана бубрежном инсуфицијенцијом. За ову вресту терапије користи се ултраљубичасто сцветлосно зрачење .[11]